# Икономия
Икономи́я (от греч. οἰκονομία — устроение дома, дел) — в христианстве принцип богословия и решения церковных вопросов с позиции снисхождения, практической пользы, удобства. Противоположностью икономии является акривия.
В частном случае, икономия — это неприменение канона или дисциплинарного правила там, где его настойчивое применение может вызвать соблазн и новый грех. Избежание таких последствий и является целью отмены пастырем епитимии за проступок. Икономия даёт пастырю возможность принимать решение, нарушающее букву церковного канона, но не противоречащее его духу.
Так, ради неверующего, инославного, иноверного супруга, не желающего вступать в церковный брак с христианкой, последняя, живущая с ним ради любви, не обвиняется в грехе. Или солдату, уходящему на войну, может быть разрешено обвенчаться даже во время Великого поста. Но икономия ни при каких обстоятельствах не может позволить или оправдать смертный грех.

## Икономия Божия
В Новом Завете слово «икономия» употребляется в смысле Божьего управления Своим домом, то есть Божьего замысла о спасении человеческого рода от греха, страдания и смерти. Апостол Павел пишет в Послании к Ефесянам: «…Открыв нам тайну Своей воли по Своему благоволению, которое Он прежде положил в Нём, в устроении (греч. εις οικονομιαν) полноты времён, чтобы всё небесное и земное соединить под главой Христом». В том же значении чаще всего слово «икономия» употребляется у раннехристианских отцов и учителей Церкви.

## Икономия как обоснование протестантизма
Так как Святые Отцы (последний признаваемый Русской православной церковью Вселенский собор был в 787 году) называли богословием только триадологию, а остальные части современного богословия (о творении мира, о воплощении Бога Слова (Логоса), о спасении, о Церкви, о Втором Пришествии и т. д.) относились к области Божественного домостроительства или Божественной икономии (экономии), то есть, деятельности Бога в творении, Промысле и спасении мира, то некоторые движения отвергают Священное Предание целиком или отдельные его части, фактически проповедуя протестантизм, под тем предлогом, что это — не Предание, так как Святые Отцы якобы скрывали свои истинные взгляды исходя из принципа икономии, а движения проповедуют их истинные взгляды (форма спиритизма).